# Watschiger Toleranzbethaus

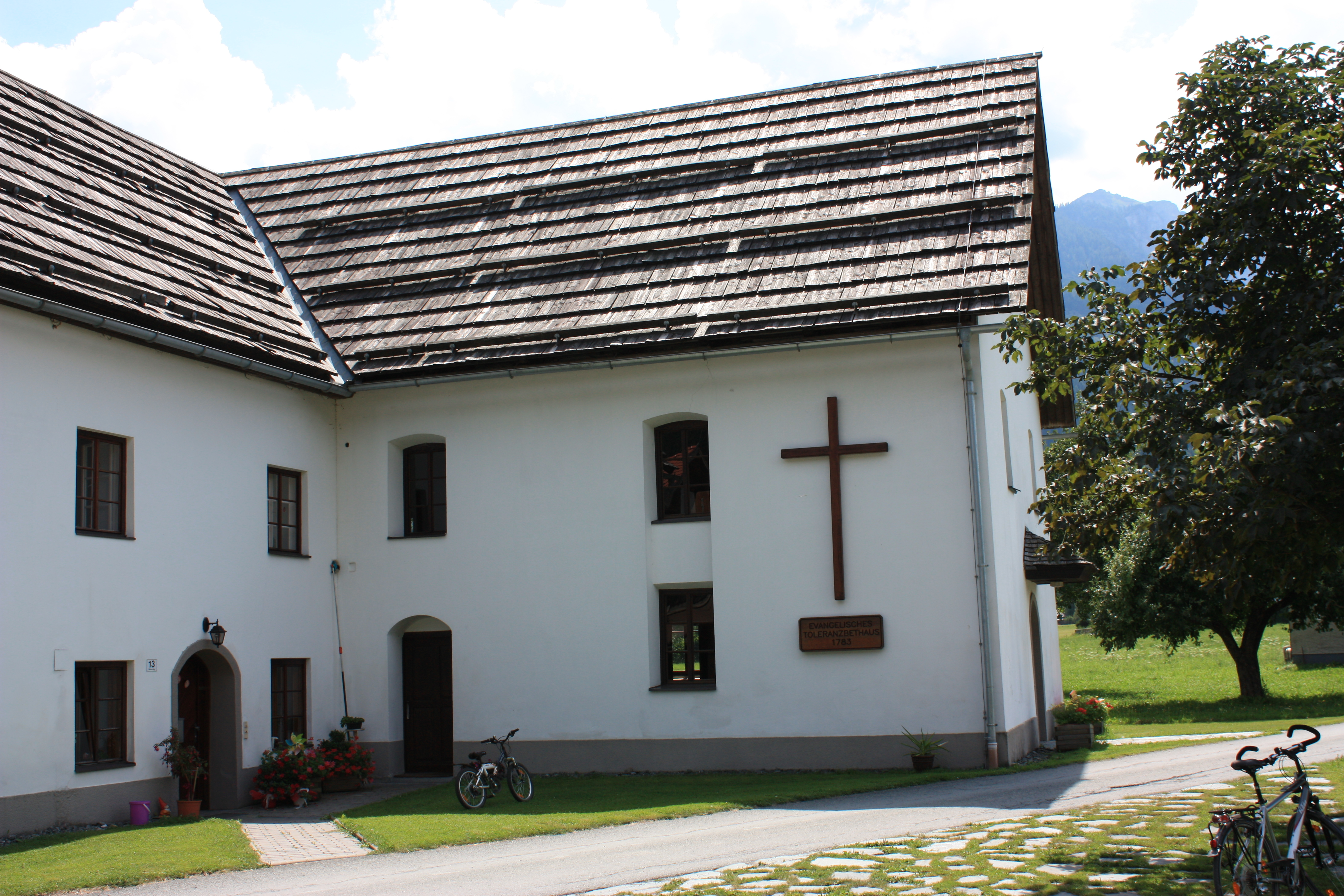
Watschiger Toleranzbethaus

Das Toleranzbethaus in Watschig ist ein evangelisches Kirchengebäude in Österreich. 1783 errichtet, war es das zweite steingemauerte Toleranzbethaus Kärntens und ist das älteste erhaltene.
Es bildet eine Einheit aus Pfarr- und Bethaus, die in etwa gleich proportionierten Flügeln L-förmig zueinander stehen, wobei das Bethaus im südwestlichen Flügel erst 1783 errichtet wurde.
Beim Bethaus handelt es sich um einen vierachsigen Saalbau mit Fenstern über zwei Geschoße. Apsis in der Ostwand. Der Haupteingang liegt westseitig, ein Nebeneingang nordseitig neben dem anschließenden Pfarrhaus. Auf der flachen Decke befindet sich über dem Altar eine Abendmahldarstellung. Die Einrichtung ist spätbarock bzw. rokoko. Der Hochaltar zeigt über dem Kruzifix Mose mit den Gesetzestafeln.
Die Anschaffung einer Orgel, die für 740 Gulden bei Alois Hörbiger in Auftrag gegeben wurde, erfolgte erst 1836.
Das nahezu unverändert erhaltene und in Gebrauch befindliche Gotteshaus wird von der Pfarrgemeinde Hermagor betreut.

## Belege
1. ↑  Geschichte Weißbriach und Weißensee. Evang. Pfarrgemeinden A.B. Gitschtal - Weissensee, abgerufen am 30. Juli 2012.
2. ↑  Reiner Sörries: Von Kaisers Gnaden: Protestantische Kirchenbauten im Habsburger Reich – Die innerösterreichischen Toleranzbethäuser. S. 23, abgerufen am 30. Juli 2012.
3. ↑  Dehio-Handbuch. Die Kunstdenkmäler Österreichs. Kärnten. Anton Schroll, Wien² 1981, ISBN 3-7031-0522-4, S. 774
4. ↑  Alois Hörbiger (1810–1876) – Ein erfolgreicher Orgelbauer aus Thierbach. (PDF; 234 kB) S. 2, archiviert vom Original (nicht mehr online verfügbar) am 26. März 2016; abgerufen am 30. Juli 2012.  Info: Der Archivlink wurde automatisch eingesetzt und noch nicht geprüft. Bitte prüfe Original- und Archivlink gemäß Anleitung und entferne dann diesen Hinweis.
5. ↑  HERMAGOR. Evangelische Superintendentur A. B. Kärnten und Osttirol, archiviert vom Original am 23. Juni 2015; abgerufen am 30. Juli 2012.